# Carlos Alberto Gutiérrez Armas
Carlos Alberto Gutiérrez Armas (Guadalajara, 3 febbraio 1990) è un calciatore messicano, centrocampista del Chapulineros.

## Carriera
Ha giocato nella prima divisione messicana ed in quella croata.

## Palmarès

### Club

#### Competizioni nazionali
- Campionato messicano: 2

América: Clausura 2013, Apertura 2014
- Coppa del Messico: 1

Pachuca: Clausura 2015
- Supercopa MX: 1

Pachuca: 2015